# Финляндский проспект
Финля́ндский проспект — проспект в Выборгском районе Санкт-Петербурга. Проходит от Большого Сампсониевского проспекта до Пироговской набережной. Одна из самых коротких улиц города в статусе проспекта.

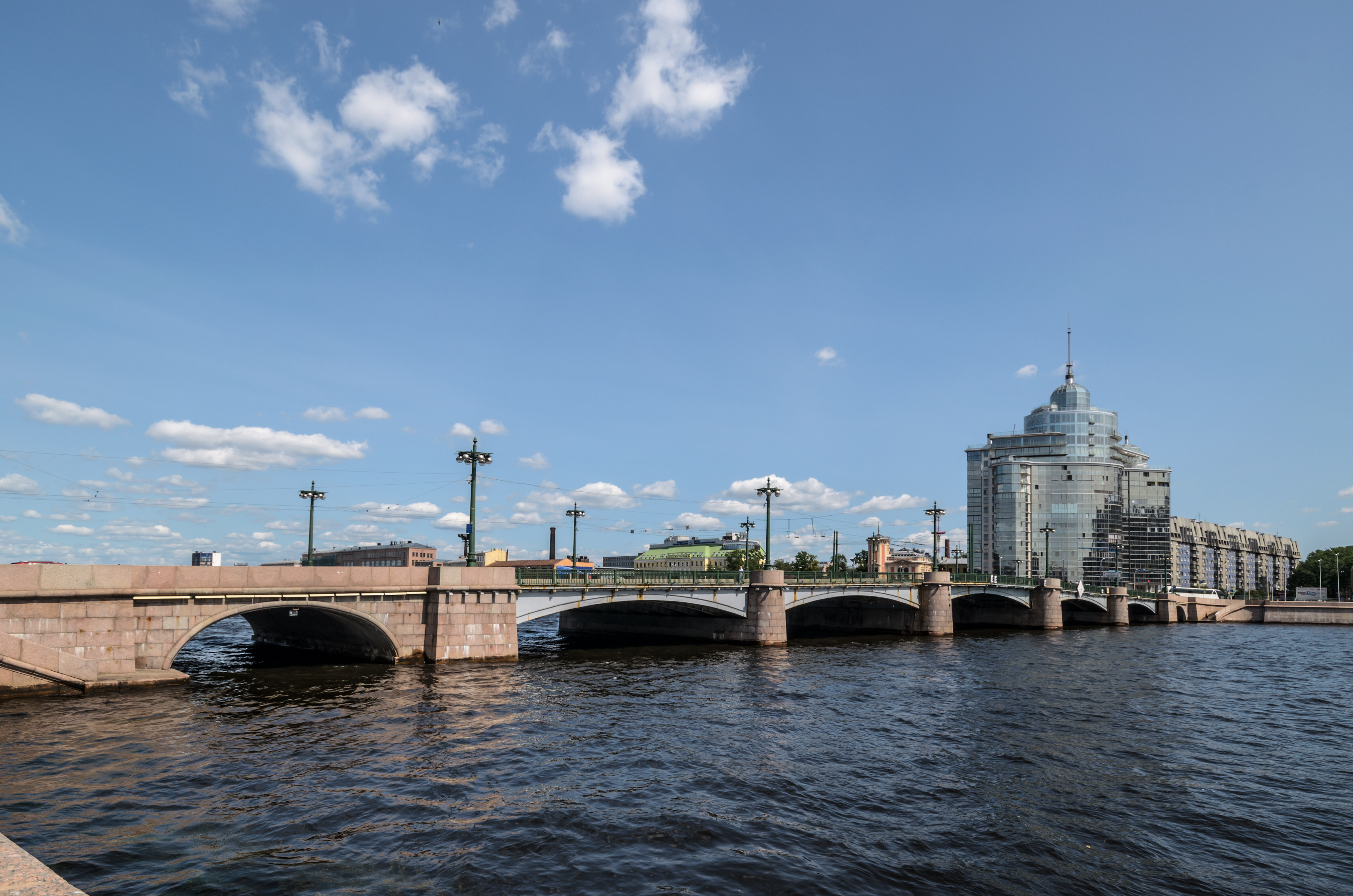
Сампсониевский мост и Финляндский проспект

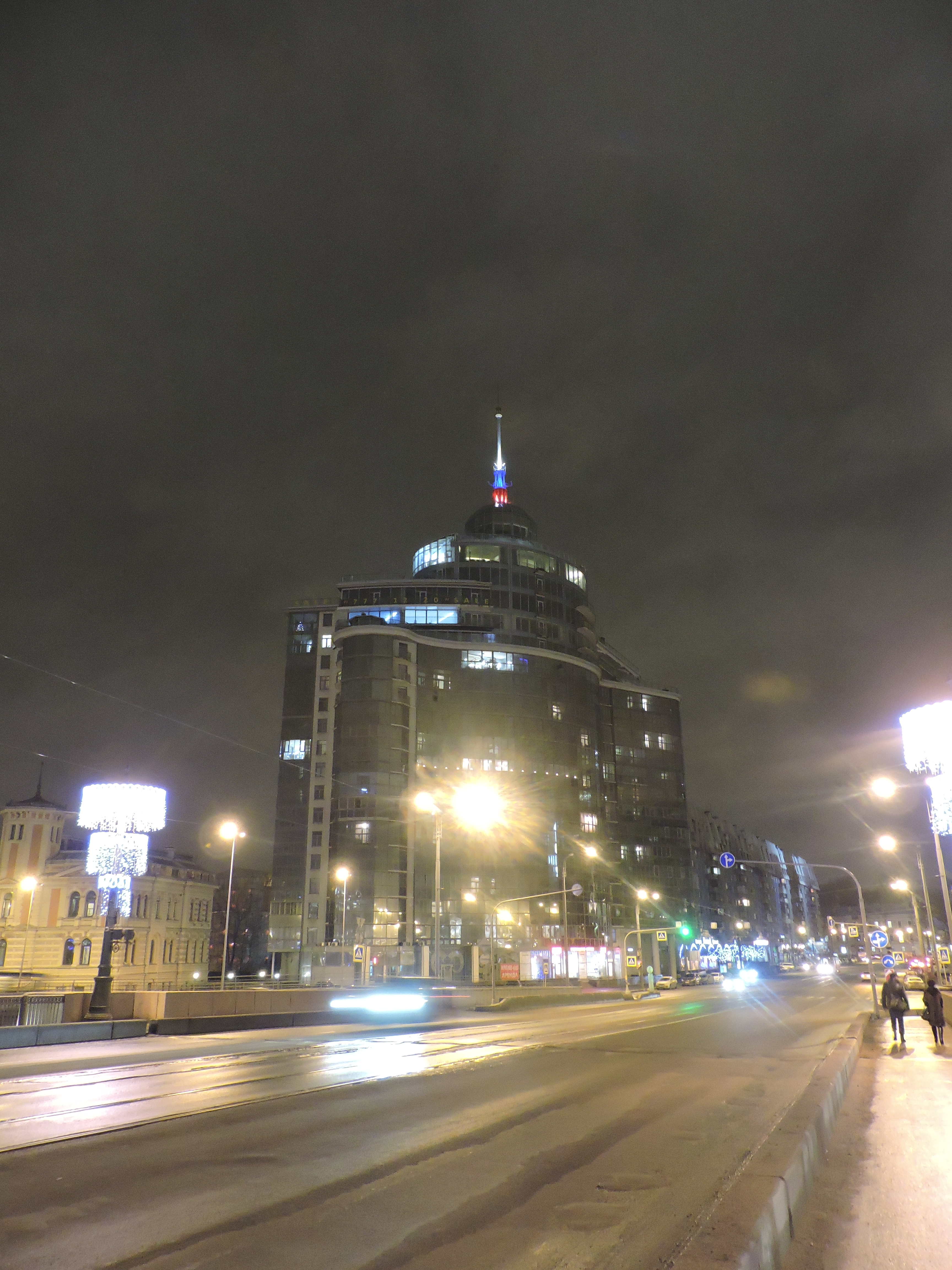
ЖК «Аврора»

## История
Впервые магистраль появилась на карте Санкт-Петербурга в 1821 году, и вначале именовалась Новой улицей.
В 1849 году улица стала Ново-Сампсониевским проспектом — по Большому Сампсониевскому проспекту, от которого она отходила.
14 июля 1859 года многие улицы Выборгской стороны получили наименования по городам Великого Княжества Финляндского, и ближайшая к центру города магистраль из этой группы была названа Финляндским проспектом.

## Пересечения
Финляндский проспект граничит или пересекается со следующими магистралями:
| 1. Большой Сампсониевский проспект 2. Саратовская улица (примыкание) 3. Астраханская улица (примыкание) 4. Оренбургская улица (примыкание) 5. Пироговская набережная |

## Достопримечательности
Около Финляндского проспекта находятся:
- Сампсониевский мост
- река Большая Невка
- памятник баронету Якову Васильевичу Виллие (в саду Военно-медицинской академии)[4]
- памятник профессору Сергею Петровичу Боткину на углу Большого Сампсониевского проспекта и Боткинской улицы[5][6]

## Транспорт
- Метро:
  - Станция «Площадь Ленина» — на расстоянии 660 метров от проспекта
- Автобусы:
  - Остановка «Гостиница "Санкт-Петербург"»: № 28
- Трамваи:
  - Остановка «Гостиница "Санкт-Петербург"»: № 23 (только в сторону Большого Сампсониевского проспекта)[3][7]